# 埃利孔亞 (安蒂奧基亞省)
埃利孔亞是哥倫比亞的城鎮，位於該國北部，由安蒂奧基亞省負責管轄，距離首府麥德林43公里，始建於1814年，面積117平方公里，海拔高度1,778米，2005年人口6,567。
6°13′N 75°44′W / 6.217°N 75.733°W